# Agrypon maruyamense
Agrypon maruyamense là một loài tò vò trong họ Ichneumonidae.